# Rutger Koppelaar
Rutger Koppelaar (Dordrecht, 1º maggio 1993) è un astista olandese.

## Biografia
Koppelaar ha iniziato a gareggiare nei circuiti nazionali giovanili a partire dal 2011 debuttando internazionalmente nel 2012 ai Mondiali juniores di Barcellona. Nel 2014, dopo aver preso parte agli Europei a squadra in Germania è risultato positivo al test anti-doping e sospeso per due anni dall'attività agonistica, compromettendo la partecipazione agli Europei in Svizzera dello stesso anno a cui si era qualificato. Tornato alle competizioni alla fine del 2016, Koppelaar ritorna con la nazionale seniores sulla scena internazionale partecipando agli Europei di Berlino, uscendo ben presto di scena, e l'anno seguente partecipando ai Mondiali in Qatar, dove nei giorni successivi alle gare qualificatorie che non lo videro brillare non ha potuto partecipare alla cerimonia di chiusura dei campionati poiché aveva trasgredito delle regole di abbigliamento e sponsor.

## Palmarès
| Anno | Manifestazione | Sede       | Evento           | Risultato | Prestazione | Note                                     |
| ---- | -------------- | ---------- | ---------------- | --------- | ----------- | ---------------------------------------- |
| 2012 | Mondiali U20   | Barcellona | Salto con l'asta | 20º (q)   | 4,95 m      |                                          |
| 2013 | Europei U23    | Tampere    | Salto con l'asta | 19º (q)   | 5,20 m      |                                          |
| 2018 | Europei        | Berlino    | Salto con l'asta | 31º (q)   | 5,16 m      |                                          |
| 2019 | Mondiali       | Doha       | Salto con l'asta | 23º (q)   | 5,45 m      |                                          |
| 2022 | Mondiali       | Eugene     | Salto con l'asta | 13º (q)   | 5,65 m      |                                          |
| 2022 | Europei        | Monaco     | Salto con l'asta | 4º        | 5,50 m      | Miglior prestazione personale stagionale |
| 2023 | Europei indoor | Istanbul   | Salto con l'asta | dns       | dns         |                                          |